# インハウスローヤー
インハウス・ローヤーあるいは組織内弁護士・企業内弁護士 (英語: In-house lawyer) （単にインハンスとも）とは、企業・官公署等の公私の事業体（弁護士法人を除く。）において役職員として勤務する弁護士をいう。特に、企業に所属するものを企業内弁護士と、行政庁に所属する者を行政庁内弁護士という。

## 概要
インハウスローヤーが最も普及しているアメリカには約18万人弱のインハウスローヤーが存在し、そのうち9万人が連邦政府や州政府、市役所などに、約8万人が企業に所属しているとされている。アメリカのインハウスローヤーによって組織されている組織は複数あるが、最大のものがACC (Association of Corporate Counsel、企業内弁護士協会) であり、この団体には約15,000人のインハウスローヤーが会員登録している。
アメリカにおいては企業の法務のトップが弁護士ではないことはあり得ないとされ、企業法務担当役員（英語: Chief Legal Officer, CLO）も弁護士が務める。
日本には2019年12月現在、約2600名のインハウスローヤーが存在する。インハウスローヤーが自ら設立運営する日本組織内弁護士協会という任意団体が存在し、日本におけるインハウスローヤーの普及促進活動を行っている。もっとも、日本企業の法務部は慣習的に弁護士の採用が少なく、上場企業でも全く採用していないところもある。そのため、法務部門のトップが弁護士でないことも多い。

## 企業内弁護士
企業内弁護士（きぎょうないべんごし）は、企業の社員、または役員として当該企業の法務に従事する弁護士の総称。企業内では法務部といった特定部署に所属することが多い。
アメリカの企業における法務部（Legal Department）の長は通常ゼネラル・カウンセル（英語: General counsel）と呼ばれ、経営陣の一員として経営トップに法的なアドバイスする者が多い。
従来日本では、インハウスローヤーの訳語として「企業内弁護士」が用いられてきた。これは、従来弁護士法によって弁護士が弁護士資格を保持したまま公務員になることが一部の例外を除いて禁止されていたことから、結果として行政庁に所属するインハウスローヤーは存在せず、全員が企業に所属していたことに起因する。
インハウスローヤーが企業内で担う職責や経験するキャリアパスは企業によって様々である。本人の希望や経営判断にもよるが、法務的な知見を活かすのみならず、営業的・マネジメント的な知見が求められるポジションに配転されることもあり得る。例えば、銀行においてインハウスローヤーが支店長を務める例もある。

## 行政庁内弁護士
行政庁（中央官庁または地方自治体）の職員として当該組織の業務に従事する弁護士の総称。
平成13年1月に公務員の任期付任用制度がスタートすると共に、弁護士資格を保有したまま公務員となる道が開かれ、行政庁に所属するインハウスローヤーが急速に増加した。これに伴い、企業、行政庁等の組織に所属する弁護士の総称として新たに「組織内弁護士」という訳語が用いられるようになった。しかし、実際には組織内弁護士という訳語はそれほど普及しておらず、「インハウスローヤー」ないしは「コーポレートカウンセル」といった原語がそのまま用いられることが多い。なお、現在でも企業に所属するインハウスローヤーだけを指して「企業内弁護士」と呼ぶことがある。これに対して行政庁に所属する弁護士を「行政庁内弁護士」と呼ぶこともある。
2014年7月では、13都県、48市区町村で、78人の弁護士が常勤職員として勤務している。